# Vimbai Mutinhiri
Vimbai Mutinhiri (Harare, 18 de febrero de 1987) es una actriz, modelo y personalidad televisiva de Zimbabue. Nació en Harare y fue criada en Belgrado y Johannesburgo. Antes de participar en Big Brother Africa Amplified en 2011, estudió una licenciatura en la Universidad de Ciudad del Cabo.

## Biografía

### Primeros años
Vimbai es la menor de cuatro hijos de Ambrose Mutinhiri y Tracy Mutinhiri, ministros del gabinete de Zimbabue. Asistió a la Escuela St. Edwards de Oxford y a la Escuela Arundel en Harare, graduándose en 2000 y 2002 respectivamente. Luego estudió Ciencias Sociales en la Universidad de Ciudad del Cabo, graduándose en 2008 con una licenciatura.

### Carrera
Comenzó su carrera en los medios a los quince años como actriz en Zimbabue, participando en un cortometraje titulado Who's In Charge, producción que fue presentada en el Festival Internacional de Cine de Zimbabue. Acto seguido interpretó un papel principal en la telenovela Studio 263. Mientras estudiaba en la Universidad de Ciudad del Cabo, continuó su carrera en el modelaje.
En 2011 ganó repercusión en su país luego de participar en la sexta temporada del programa de telerrealidad Big Brother Africa Amplified. Posteriormente se desempeñó como anfitriona de importantes eventos africanos, entre los que destacan emisiones regulares en directo de los premios Africa Magic Viewers Choice Awards desde Lagos, Nigeria. Fue seleccionada en 2018 para interpretar el papel de Assambe en el largometraje A Soldier's Story 2: Return from the Dead, el cual se encuentra en la etapa de posproducción.